# 静岡県立清水東高等学校
静岡県立清水東高等学校（しずおかけんりつしみずひがしこうとうがっこう）は、静岡県静岡市清水区に所在する県立高等学校。

## 概要
1923年に静岡県立庵原中学校として開校した。2004年度に文部科学省より3年の期限付きで（後に延長）スーパーサイエンスハイスクール(SSH)に指定された。通称は清高（きよこう）、東高。
校歌は土井晩翠が作詞、信時潔が作曲したものである。

## 沿革[1]
- 1923年 文部省より静岡県立庵原中学校の設置認可が下りる。
- 1924年 静岡県立庵原中学校として開校。
- 1939年 静岡県立清水中学校に改称。
- 1948年 学制改革により静岡県立清水第一高等学校となる。定時制課程を設置。
- 1949年 静岡県立清水東高等学校に改称。
- 1968年 県内初の理数科を設置。

## 理数科
各学年1クラスのみ。約40人の編成で、3年間クラス変えは行われず、原則として担任教師も固定されている。
理科は理数物理・理数化学・理数生物とも必修のため3科目を履修することになる。実際的には物理基礎、化学基礎、化学、生物基礎の内容は必修で本人の選択によって物理か生物を選択履修することになる。数学・理科・スーパーサイエンスについては文部科学省が定める書式での調査書でも「理数数学」・「理数物理」等と記載され、「専門教育に関する教科・科目」に属する単位認定となる。
理数科は例年、2年次の春頃から3年次の始め頃までに、「理数科課題研究」という形で自分たちが立てた自然科学分野の課題についての研究を行う。
平成16年度以降に入学した理数科の生徒はスーパーサイエンスハイスクール活動の一環として研究を行った。2006年8月にパシフィコ横浜で開催された2006年度スーパーサイエンスハイスクール生徒研究発表会において、県内初となる科学技術振興機構理事長賞を受賞している。
全国の高校生1300人以上が参加した全国高校科学グランプリ2006では、同校理数科生が金賞、銀賞、銅賞を各1名ずつ受賞した。また、2007年度も2名が金賞を受賞した。
また、2010年度、同校理数科生徒が日本数学オリンピックにおいて日本一（川井杯）になった。
2011年4月、同生徒が数学オリンピックにおいて国内6人のうちの1人に選ばれ、同年7月にオランダで行われる国際数学オリンピックに参加した。

## 学校行事
学校祭
6月の第一金・土曜日に開かれる。土曜日は一般に公開される。日曜開催がないのは、毎年6月の第一日曜日にサッカーの全国高校総体県大会決勝が行われるからであるが、最近はその場に立てていない。
体育祭
10月に静岡県草薙総合運動場で行われる。
実際はほぼ陸上大会である。
修学旅行
基本的には2年生の10月又は、12月に実施される。行く先は普通科と理数科で異なり、普通科は台湾、理数科はアメリカ合衆国に行くようになっている。理数科は、ヨセミテ国立公園、スタンフォード大学等を訪れ、現地高校との交流を、普通科は台北周辺と現地校との交流を実施している。

## 施設・設備など
校舎は職員室・保健室・学級教室などのある校舎（管理教室棟）と、図書室・化学室・物理室などのある校舎（特別教室棟）の二棟である。また、それぞれの校舎は二本の渡り廊下で接続されている。但し現在はグラウンド側の渡り廊下が取り壊されている。
職員室・図書室・生物室は冷暖房完備。その他本館の教室は冷房完備。
しかし冷房の導入時期が異なるため、校舎の西側5教室は電気エアコン、それより東側の教室はガスエアコンとなっている。
その他の施設としては、講堂・新体育館（2階建てで、1階は武道場・文化部部室・卓球場・トレーニング室、2階は体育館）・旧体育館・別館・駐輪場・25mプール(現在は使われていない)・合宿所・部室などがある。管理教室棟は講堂・旧体育館と、特別教室棟は新体育館と接続している。
なお、管理教室棟・特別教室棟・新体育館・旧体育館、講堂は耐震補強工事が既に完了している。
管理教室棟の各教室にはプロジェクター、マグネット貼付式ホワイトボード兼スクリーンが整備されている。またApple TVの導入によりApple端末の画面を共有して展開する授業が可能となり、多くの授業で活用されている。また、黒板は半局面黒板が採用されている。

創立100周年記念を記念し、2023年度より特別教室棟を新棟に移した。

## 生徒会活動・部活動など

### 部活動

#### 〈サッカー部〉
全国高等学校サッカー選手権大会
- 第53回大会（1974年度）準優勝
- 第59回大会（1980年度）準優勝
- 第61回大会（1982年度）優勝
- 第62回大会（1983年度）準優勝

全国高等学校総合体育大会サッカー競技大会
- 山形大会（1972年度）優勝
- 愛媛大会（1980年度）優勝
- 神奈川大会（1981年度）優勝
- 静岡大会（1991年度）優勝

#### 〈野球部〉
夏の甲子園
- 1957年（第39回）
- 1958年（第40回）

春の甲子園出場
- 1958年（第30回）
- 1977年（第49回）

#### 〈男子ハンドボール部〉
静岡県高校総体ハンドボール競技
- 第4位（2022年度）

#### 〈女子ハンドボール部〉
静岡県高校総体ハンドボール競技
- 第3位（2016年度）　東海総体出場
- 第2位（2017年度）　東海総体出場
- 第2位（2019年度）　東海総体出場

静岡県選手権大会　
- 第2位（2020年度）

#### 〈弓道部〉
静岡県高等学校弓道対抗戦
- 男子団体　準優勝(2023年)

東海高等学校弓道選抜大会　
- 第41回大会出場(2022年)

#### 〈自然科学部物理班〉
全国高等学校総合文化祭 自然科学部門
- 第43回大会さが総文(2019年)
- 第44回大会こうち総文(2020年)

日本学生科学賞
- 第58回大会(2014年)　文部科学大臣賞

#### 〈自然科学部化学班〉
全国高等学校総合文化祭 自然科学部門
- 第43回大会さが総文(2019年)
- 第44回大会こうち総文(2020年)
- 第45回大会わかやま総文(2021年)　奨励賞
- 第46回大会とうきょう総文(2022年)
- 第47回大会かごしま総文(2023年)
- 第48回大会清流の国ぎふ総文(2024年)
- 第49回大会かがわ総文祭(2025年)

#### 〈写真部〉
全国高等学校総合文化祭　写真部門
- 第46回大会とうきょう総文(2022年)
- 第49回大会かがわ総文祭(2025年)

#### 〈新聞部〉
全国高等学校総合文化祭　新聞部門
- 第43回大会さが総文(2019年)
- 第44回大会こうち総文(2020年)
- 第45回大会わかやま総文(2021年)　優良賞
- 第46回大会とうきょう総文(2022年)　優良賞
- 第47回大会かごしま総文(2023年)
- 第48回大会清流の国ぎふ総文(2024年)
- 第49回大会かがわ総文祭(2025年)

#### 〈パソコン部〉
パソコン甲子園　プログラミング部門　本選
- 2019年大会
- 2022年大会

日本情報オリンピック　本選
- 第19回大会(2019年)
- 第20回大会(2020年)
- 第21回大会(2021年)
- 第22回大会(2022年)

#### 日本情報オリンピック女性部門　本選
- 第１回大会(2021年)
- 第３回大会(2023年)
- 第４回大会(2024年)

#### 〈囲碁部〉
全国高等学校囲碁選手権大会(日本棋院)
- 第46回　男子個人戦８位入賞(2022年)
- 第47回　男女個人戦出場(2023年)

全国高等学校囲碁選抜大会(関西棋院)
- 第18回　男子団体戦８位入賞(2024年)

東海地区高等学校囲碁選手権大会
- 男子個人戦　4位・6位入賞（2022年）　5位入賞（2023年）
- 女子個人戦　5位・6位入賞（2022年）
- 男子団体戦　3位（2022年）　優勝（2023年）
- 女子団体戦　3位（2022年）

全国高等学校総合文化祭　囲碁部門
- 第47回大会かごしま総文(2023年)　男女個人戦出場
- 第48回大会清流の国ぎふ総文(2024年)　男子団体戦出場

#### 〈音楽部〉
全国高等学校総合文化祭　器楽・管弦楽部門
- 第43回大会さが総文(2019年)
- 第46回大会とうきょう総文(2022年)

#### 〈放送部〉
NHK全国高等学校放送コンテスト　
- 第68回出場
- 第69回出場(ラジオドキュメント部門)
- 第72回出場(創作ラジオドラマ部門)

〈英語部〉
全国高校生英語ディベート大会
- 第18回大会出場

PDA高校生即興型英語ディベート全国大会
- 第９回出場

## 交通
- 清水駅より徒歩20分
- しずてつジャストライン庵原線｢清水東高前｣停留所から、徒歩3分

## 著名な卒業生

### 政界・官界
- 今川拓郎[2] - 総務省総合通信基盤局長、総務省大臣官房長
- 大村喬一 - 在ユネスコ日本代表大使
- 倉田雅年 - 衆議院議員
- 高橋孝雄[2] - 農林水産政策研究所長
- 深澤陽一 - 衆議院議員
- 望月義夫 - 衆議院議員、環境大臣（第20・21代）

### 経済
- 豊島勝一郎 - 清水銀行代表取締役頭取
- 中西勝則 - 静岡銀行代表取締役頭取
- 小林豊 - テレビ静岡代表取締役社長
- 大石幼一 - 中部日本放送、CBCテレビ代表取締役会長
- 伊東孝紳 - 本田技研工業代表取締役社長

### 学術
- 鈴木敏正 - 北海道大学名誉教授
- 田畑伸一郎 - 北海道大学教授
- 和田春樹 - 東京大学名誉教授
- 大滝令嗣 - 早稲田大学大学院教授
- 岩邊晃三 - 埼玉大学名誉教授
- 望月照彦 - 多摩大学教授
- 田中章 - 東京都市大学教授
- 竹内宏 - 上海師範大学名誉教授、元静岡文化芸術大学特任教授
- 安間繁樹 - 農学博士・イリオモテヤマネコの研究者
- 山梨智也 - 鈴与総合研究所食品・医薬品研究所研究員
- 北山俊哉 - 関西学院大学教授[要出典]

### 文化
- 江國滋 - エッセイスト
- 涼元悠一 - ライトノベル作家、ゲームシナリオライター
- ヤマモトショウ - ソングライター、編曲家

### サッカー
- 杉山隆一（元日本代表メキシコ五輪銅メダリスト）
- 高田一美（元三菱重工業サッカー部、元日本代表）
- 長澤和明（元ヤマハ発動機サッカー部（現ジュビロ磐田）、元日本代表、私立浜松大学監督、女優・長澤まさみの父）
- 内山勝（元ヤマハ発動機サッカー部（現ジュビロ磐田）、元日本代表）
- 内山篤（元ヤマハ発動機サッカー部（現ジュビロ磐田）、元日本代表、元ジュビロ磐田監督）
- 望月一頼（元サンフレッチェ広島コーチ）
- 大木武（ロアッソ熊本監督）
- 内田一夫（ヴァンフォーレ甲府U-18監督）
- 望月達也（川崎フロンターレアカデミーダイレクター）
- 相馬直樹（元川崎フロンターレ、現鹿島アントラーズ監督、元日本代表（1998 FIFAワールドカップ出場））
- 反町康治（元ベルマーレ平塚、元日本代表、北京五輪日本代表監督、前松本山雅FC監督、現日本サッカー協会技術委員長）
- 沢入重雄（元カターレ富山監督、元名古屋グランパスエイト、ジェフ千葉コーチ）
- 膳亀信行（元清水東高校監督、現県立科学技術高校サッカー部　部長、静岡県サッカー協会技術委員長）
- 大榎克己（元清水エスパルス 元日本代表、元早稲田大学ア式蹴球部監督、元清水エスパルス監督）
- 長谷川健太（元清水エスパルス、元日本代表、現名古屋グランパス監督）
- 堀池巧（元清水エスパルス、元セレッソ大阪、元日本代表、フジテレビアナウンサー・堀池亮介の父）
- 武田修宏（元東京ヴェルディ1969、元日本代表）
- 長澤徹（元ジュビロ磐田、現FC東京コーチ）
- 古賀琢磨（元ジュビロ磐田他、Little Glee Monsterのかれんの父）
- 堀池洋充（元FC東京）
- 野々村芳和（元コンサドーレ札幌、元・北海道コンサドーレ札幌社長、現Jリーグチェアマン）
- 斉藤俊秀（元藤枝MYFC、元日本代表（1998 FIFAワールドカップ登録メンバー））
- 田島宏晃（元清水エスパルス他）
- 西澤明訓（元セレッソ大阪、元日本代表（2002 FIFAワールドカップ出場））
- 山西尊裕（元清水エスパルス）
- 中払大介（元アビスパ福岡）
- 迫井深也（元FC東京）
- 山崎光太郎（元ヴァンフォーレ甲府）
- 土屋慶太（元1.FCザールブリュッケン、現東京23FC監督）
- 高原直泰（沖縄SV、元日本代表（2006 FIFAワールドカップ出場））
- 山本浩正（元愛媛FC）
- 高林佑樹（元TDKサッカー部）
- 森勇介（元沖縄SV）
- 荒田智之（元AC長野パルセイロ）
- 菊岡拓朗（ラインメール青森）
- 内田篤人（元鹿島アントラーズ、元シャルケ04、元日本代表（ 2010 FIFAワールドカップメンバー、 2014 FIFAワールドカップ出場）
- 多々良敦斗（FCマルヤス岡崎）
- 田中舜（元グルージャ盛岡、元いわてグルージャ盛岡強化部長）
- 栗山直樹（愛媛FC）
- 坂本翔（ギラヴァンツ北九州）

### 野球
- 鈴木悳夫 - 元プロ野球選手
- 漆畑勝久 - 元プロ野球選手
- 山下大輔 - 元プロ野球選手
- 岩崎優 - プロ野球選手（阪神タイガース、東京オリンピック2020日本代表 金メダリスト）
- 牧田匡平 - プロ野球審判員

### 柔道
- 石川裕章 - 元柔道選手

### 芸能
- 宝井馬琴（6代目）- 講談師、元講談協会会長
- 椎名純平 - シンガーソングライター、椎名林檎の実兄
- 神谷洵平 - 赤い靴、ドラマー、音楽プロデューサー
- 江口由起 - 女優

### アナウンサー
- 榎戸教子 - アナウンサー[要出典]
- 小沼みのり - アナウンサー
- 大原裕美 - アナウンサー
- 柳澤亜弓 - アナウンサー

### その他
- 菅真理子 - 菅義偉内閣総理大臣（第99代）夫人

## 同窓会
関東地区同窓会、北海道支部同窓会、関西支部同窓会、由比東高会、岳南清水東高会の５つの地区同窓会が活動している。この他にも清水東高校卒業生のネットワークを広げるための交流会として日本全国の卒業生を対象に番外交流会が実施されている。